# Orgeln der Der Aa-kerk (Groningen)
Die Orgeln der Der Aa-kerk (Groningen) sind die „Bolswarder Orgel“ im südlichen Querschiff und die große Schnitger-Orgel auf der Westempore. Diese wurde von Arp Schnitger 1702 für die benachbarte Academiekerk (Universitätskirche) gebaut, 1815 in die Aa-kerk überführt und dabei an die anderen Raumverhältnisse angepasst. Sie verfügt heute über 40 Register auf drei Manualen und Pedal und ist ein Klangdenkmal von europäischer Bedeutung.

## Schnitger-Orgel

### Baugeschichte

#### Vorgängerorgeln

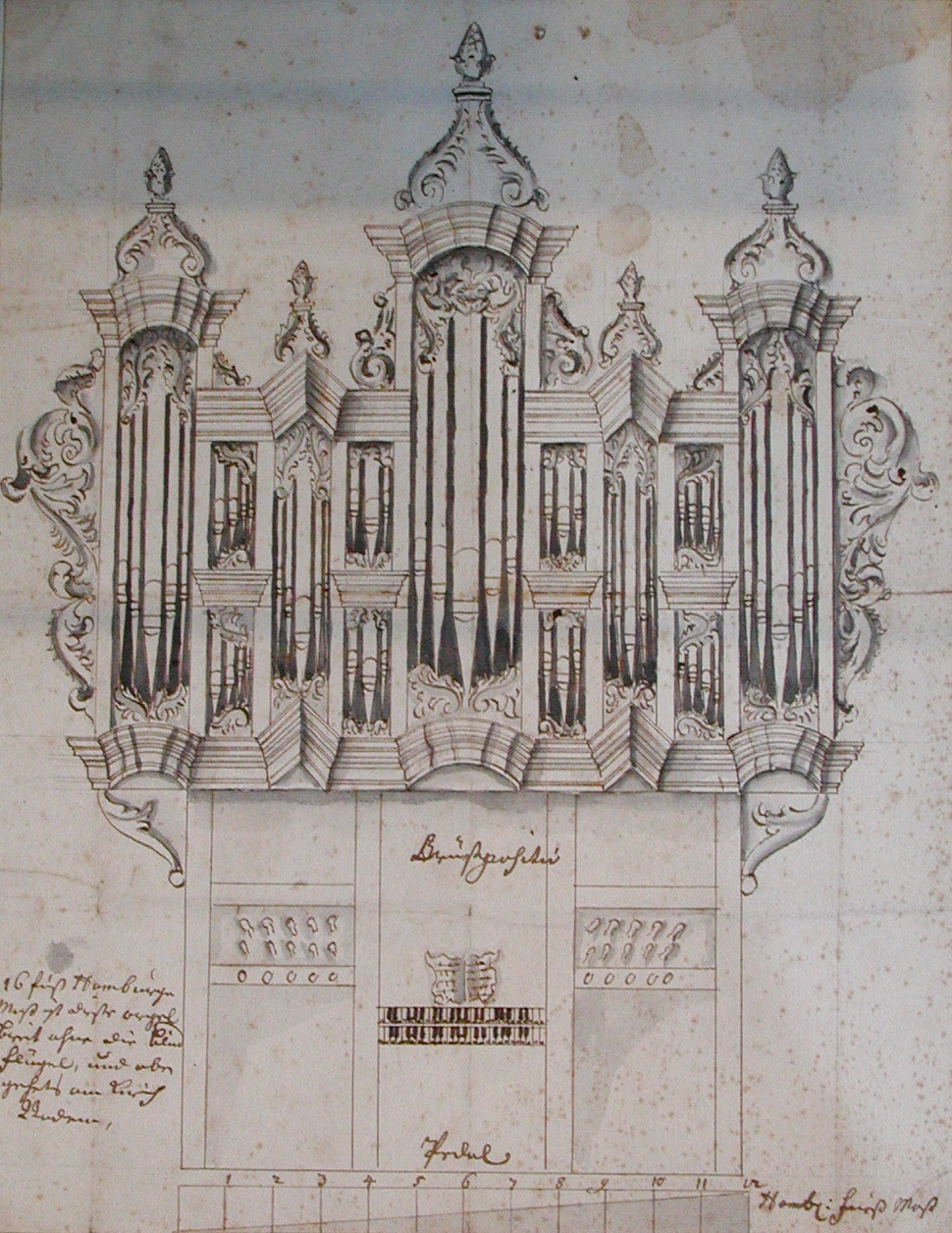
Schnitgers Entwurfszeichnung für die Orgel der Groninger Academiekerk

Die Der Aa-kerk im niederländischen Groningen erhielt in der Spätgotik ihre heutige Kreuzform und wurde nach dem benachbarten Fluss Aa benannt.
Im Jahr 1475 wurde in der Ostwand des südlichen Transepts eine Orgel gebaut, die 1558 von Andreas de Mare I umgebaut wurde. 1654 wurde Theodorus Faber mit einem großen Neubau an der Westwand beauftragt, konnte diesen aber aufgrund seines Todes 1659 nicht vollenden, ebenso wenig wie der Orgelbauer Andreas de Mare II, dessen Verwandtschaftsverhältnis zu dem Orgelbauer gleichen Namens aus dem 16. Jahrhundert bisher nicht geklärt ist. Jacobus Galtus Hagerbeer gelang 1667 die Fertigstellung dieses großen Instruments, das mit 40 Registern auf drei Manualen und Pedal ausgestattet war; 1671 fiel es einem Brand zum Opfer. 1694–1697 baute Arp Schnitger für die Der Aa-Kerk seine größte Orgel in den Niederlanden, die kostbar ausgestattet war und über 40 Register auf vier Manualen und Pedal besaß. So waren die Prospektpfeifen aus reinem ostindischen Zinn angefertigt und wies die Bassoktave alle Halbtöne auf. Schnitger selbst schrieb über diese Orgel: „Ich habe nichts daran gespart und alles herrlich gemacht; ich habe noch, über den Kontrakt hinaus, 6 Register auf einer besonderen Windlade angebracht und doch an dieser Orgel noch etwas verdient.“ Diese Orgel wurde 1710 durch den Einsturz des Turms zerstört. Nur die originale Entwurfszeichnung Schnitgers ist erhalten. Rund 100 Jahre musste die Gemeinde nun auf Orgelbegleitung verzichten.

#### Neubau durch Schnitger 1702

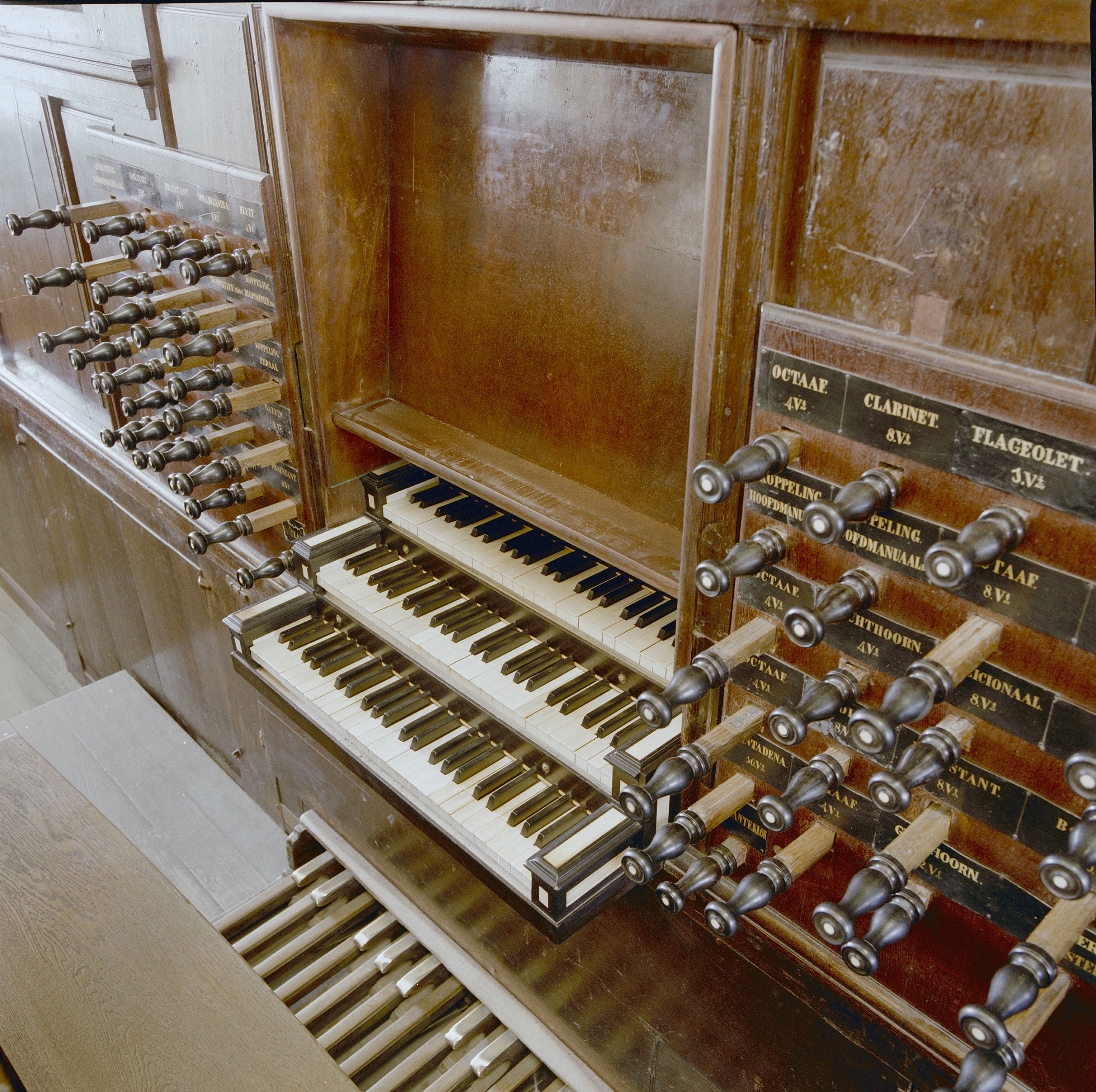
Spieltisch der Schnitger-Orgel (1992)

Als 1814 die Groninger Academiekerk (Universitätskirche) der katholischen Gemeinde überlassen wurde, gelangte durch eine Schenkung von König Willem I. deren Orgel an die Der Aa-Kerk. Schnitger hatte sie 1699–1702 gebaut und dabei etliche Register aus der Vorgängerorgel der Academiekerk übernommen. Hendrick Harmens van Loon und Andreas de Mare II. hatten hier 1679 eine große Orgel mit 32 Registern auf drei Manualen und Pedal vollendet und ihrerseits bereits Material aus einer älteren Orgel übernommen. Das Gehäuse für die neue Orgel verfertigten Allert Meijer und Schnitger und das Schnitzwerk Jan de Rijk.
Nicolaas Arnoldi Knock überliefert 1788 die Disposition der Schnitger-Orgel in der Academiekerk, die die Situation nach den Arbeiten von Hinsz 1784 widerspiegelt [in der Disposition von Knock fehlt die Octaaf 4′ im Rug-Positief]:
| I Rug-Positief CDEFGA–c3 |       |
| Praestant                | 08′   |
| Quintadena               | 16′   |
| Gedakt                   | 08′   |
| Fluit                    | 04′   |
| Fluit                    | 02′   |
| Quint                    | 1 ⁄2′ |
| Sexquialter              |       |
| Scherp IV                |       |
| Dulciaan                 | 08′   |

| II Manuaal CDEFGA–c3 |     |
| Praestant            | 16′ |
| Holpyp               | 08′ |
| Octaaf               | 04′ |
| Quint                | 03′ |
| Octaaf               | 02′ |
| Mixtuur IV–VI        |     |
| Trompet              | 08′ |
| Voxhumana            | 08′ |

| III Borstwerk CDEFGA–c3 |       |
| Gedakt                  | 08′   |
| Fluit                   | 04′   |
| Octaaf                  | 02′   |
| Quint                   | 1 ⁄2′ |
| Sexquialter             |       |
| Scherp IV               |       |

| Pedaal CDE–d1  |     |
| Praestant      | 08′ |
| Bourdon        | 16′ |
| Octaaf         | 04′ |
| Mixtuur IV–VI0 |     |
| Bazuin         | 16′ |
| Trompet        | 08′ |
| Trompet        | 04′ |
| Cornet         | 02′ |

- Koppeln: I/II, III/II
- 2 Tremulanten, Windlossing, 4 Sperrventile
- 6 Bälge (Schnitger)

Das Rückpositiv spiegelt in verkleinerter Form das Hauptgehäuse wider. Beide Gehäuse sind neunteilig mit einem überhöhten polygonalen Mittelturm, mittelgroßen polygonalen Außentürmen und dazwischen niedrigen Spitztürmen. Je vier zweigeschossige Flachfelder mit Kämpferleisten verbinden die Türme und bilden mit den Spitztürmen einen geraden Abschluss. Das Schleierwerk besteht aus Akanthuslaub mit Voluten. Die Blindflügel des Rückpositivs tragen einen Engel mit Palmzweig, die Engel in den Blindflügeln des Hauptwerks spielen Musikinstrumente. Die Brustwerktüren haben durchbrochenes Akanthus-Schnitzwerk und zwei Doppeladler aus dem Groninger Stadtwappen.
Die 103 Prospektpfeifen des Rückpositivs und die 91 des Hauptwerks weisen einen Zinnanteil von etwa 90 % auf und haben halbrunde vergoldete Labien. Es handelt sich um den größten Bestand von originalen Zinn-Prospektpfeifen in einer Schnitger-Orgel.
Matthias Amoor aus der Schnitger-Schule reparierte die Orgel 1728 und 1738. Im Jahr 1754 fügte Albertus Antonius Hinsz eine Koppel zwischen Hauptwerk und Rückpositiv hinzu und führte 1761 und 1784 Reparaturen durch.

#### Umsetzung durch Timpe 1815/1816
Der Orgelbauer Johannes Wilhelmus Timpe (Groningen) überführte 1815/1816 die Orgel in die Aa-Kerk und passte sie den neuen Gegebenheiten an. Auch die Empore und das breite Portal mit den drei zweiflügeligen Türen unter Rundbögen von Möbeltischler und späteren Stadtbaumeister Allert Meijer, der im Groninger Raum Schnitgers Orgelgehäuse schuf, mussten umgestaltet werden. Die Türen, durch die in der Vergangenheit die Professoren bei akademischen Anlässen feierlich einzogen, dienen seitdem nur noch als Zugang zur Orgel. Möglicherweise wurden die beiden Säulen unterhalb des Rückpositivs 1702 ergänzt, da die Kompositkapitelle etwas anders als die vier Säulen an der Portalwand gestaltet sind. Durch die Aufstellung der sechs Keilbälge hinter der Orgel und die geringere Emporentiefe wurde der Platz für den Organisten zwischen Spieltisch und Rückpositiv erheblich eingeschränkt.
Portal, Empore und Orgelgehäuse sind aus Eichenholz mit braunem Firnis gestaltet. Die Portalwand wird durch vier kannelierte Säulen gegliedert. Die Emporenbrüstungen hat an jeder Seite vier profilierte Füllungen und in der Mitte das geschnitzte Groninger Wappen. Durchbrochenes Schnitzwerk mit Voluten, Ranken und Figuren mit Musikinstrumenten bildet den Emporenaufsatz. Im Zuge der Orgelumsetzung wurden die klassizistischen Figuren auf den Manualwerken und unterhalb des Pedalturms von Anthonie Wallis geschnitzt und das Untergehäuse auf die Maße des Obergehäuses verbreitert. Vier musizierende Putten von 1815 bekrönen das Rückpositiv und zwei Frauen und Engel mit Musikinstrumenten das Hauptgehäuse. Wallis ersetzte zudem die ursprünglichen Schnitzereien unterhalb der Seitentürme des Hauptgehäuses durch zwei fast lebensgroße Atlanten.

#### Spätere Arbeiten
1830/1831 baute Timpe das Brustwerk in ein Oberwerk um und setzte einige Register um oder erneuerte sie. Eingreifend wurde das Instrument 1856–1858 durch Petrus van Oeckelen (Groningen) umgebaut und dem Zeitgeschmack angepasst, indem er das Hauptwerk von 9 auf 13 Register auf neuen Windladen erweiterte, dem Pedal drei weitere Register im Untergehäuse hinzufügte und die fehlenden Bastöne Cis und Dis auf Zusatzladen ergänzte sowie die Pedalmixtur entfernte. Van Oeckelen erneuerte die Klaviaturen und den Großteil der Spiel- und Registertraktur. Die Balganlage wurde im Turm untergebracht. 1919 ersetzte Jan Doornbos die sechs Keilbälge durch einen Magazinbalg. 1924 baute er einen Schweller für das Oberwerk ein und ergänzte eine Voix Céleste auf einer pneumatischen Kegellade. In den 1930er bis 1950er Jahren wurden einige alte Register durch Klaas Doornbos ersetzt (1935, 1939, 1946, 1952).

#### Restaurierung

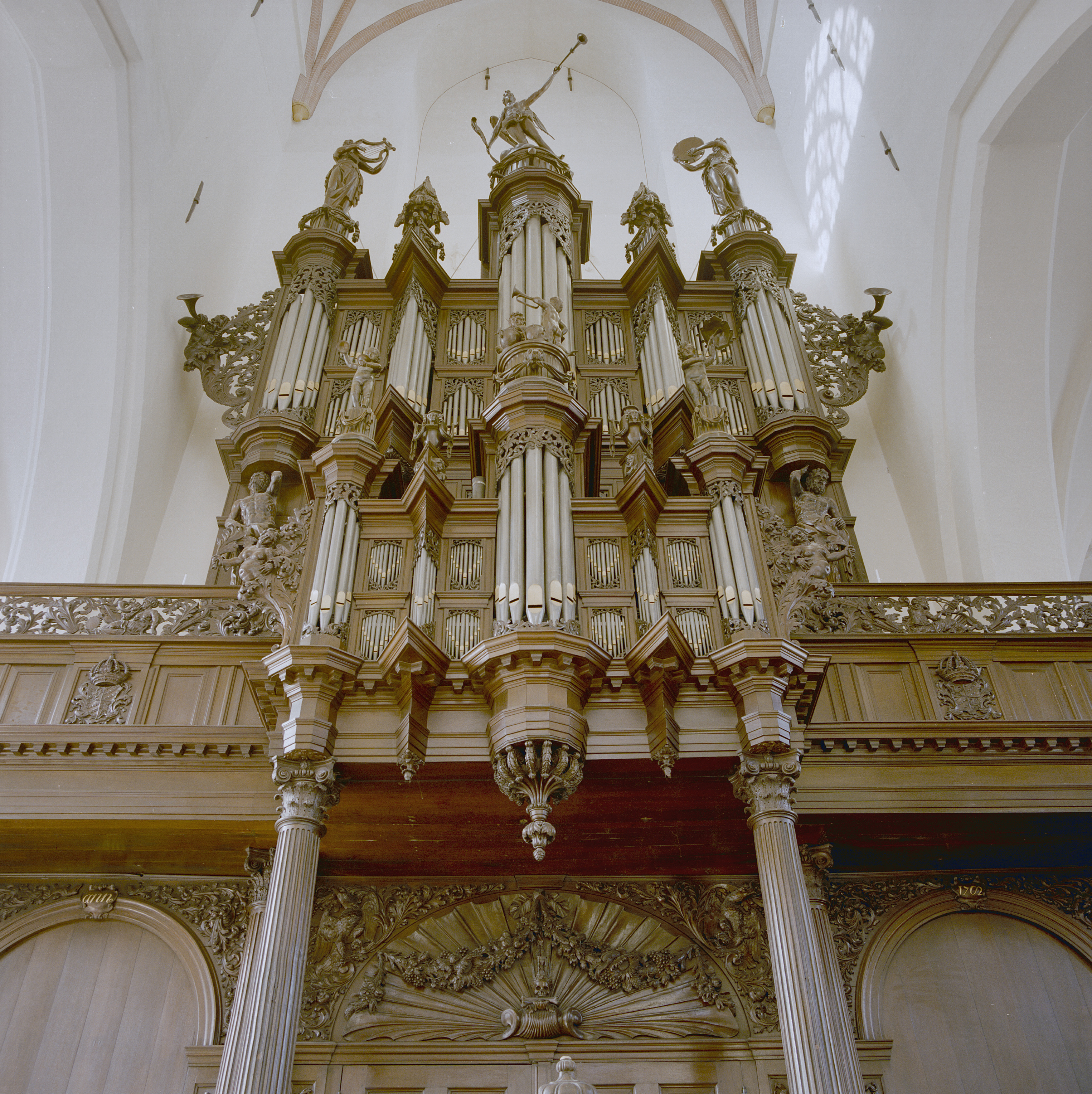
Sicht von unten (1992)

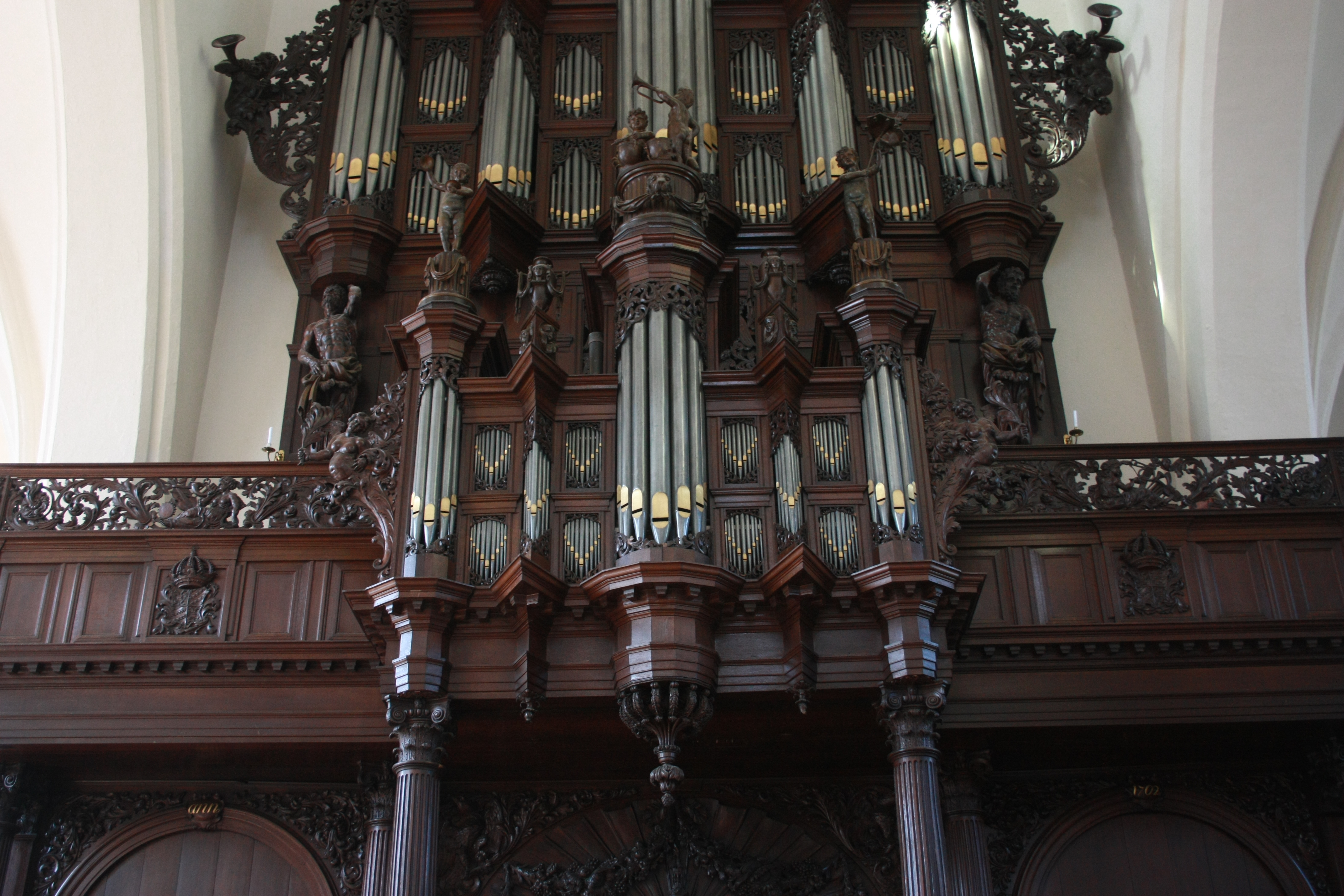
Schnitger-Orgel nach der Restaurierung (2013)

1977 wurde das Orgelinnenwerk ausgelagert, als die Kirchenrestaurierung begann. 1990 wurde es von der Orgelbauwerkstatt Reil (Heede/NL) teils restauriert und wieder montiert, darunter Schnitgers Windladen. Klaas Bolt, Harald Vogel und Stef Tuinstra begleiteten diese Arbeiten als Orgelsachverständige.
Der Sachverständige Rudi van Straeten erstellte 1993 einen Restaurierungsvorschlag, der den Zustand von 1858 zum Ausgangspunkt haben, aber einige technische Verbesserungen beinhalten sollte. Es entstand eine kontroverse Diskussion über die Frage, ob der vorhandeneBestand verändert oder als gewachsener Zustand beibehalten werden sollte. Zwei Argumente gaben den Ausschlag für die Erhaltung des gewachsenen Zustands: Es bestand keine gravierende statische Instabilität, die zwischenzeitlich befürchtet wurde, und man wollte die besonderen Klangqualitäten des Instrumentes nicht verlieren.
Der jahrelange Streit wurde im Jahr 2002 gerichtlich zugunsten der Bewahrung des gegenwärtigen Zustands entschieden. Reil führte in den Jahren 1998 bis 2011 technische Wartungsarbeiten und eine konservierende Konsolidierung durch, ohne in die erhaltene Substanz einzugreifen. Er schuf einen neuen, aufliegenden Tremulanten nach dem Vorbild von Timpe und setzte die Basspfeifen des Bourdon wieder ein. Einige Pfeifen der Register Scherp und Sifflet im Rückpositiv aus dem Jahr 1952 wurden ersetzt und der Schwellkasten aus dem Jahr 1924 entfernt. Als einziges Register rekonstruierte Reil die Pedal-Posaune nach Schnitger-Vorbildern, da die 1935 auf einer pneumatischen Zusatzlade eingesetzte Posaune in moderner Konstruktion klanglich nicht befriedigte.
Die Wiederingebrauchnahme der Orgel fand am 14. Oktober 2011 statt. Orgelkonzerte, Ausstellungen, ein Symposium und der Publikation einer Festschrift unterstrichen die besondere Bedeutung dieses Instruments.

### Bedeutung
Die Orgel ist eines der niederländischen Rijksmonumente. Sie gilt als eine der bedeutendsten Barockorgeln Nordeuropas und übt mit ihren alten Registern und der Akustik der gotischen Kirche eine ungebrochene Faszination auf Orgelkenner weltweit aus. Gerühmt werden die vokalen Prinzipale mit ihrer feinen Ansprache, die farbigen Flöten und die grundtönigen Zungenpfeifen, die die unterschiedlichsten Klangkombinationen ermöglichen. Über die Hälfte der Register stammt noch von Schnitger oder geht auf die Vorgängerorgel von de Mare zurück. Durch die verschiedenen Umbauten weist die Orgel einen gewachsenen Zustand mit Elementen aus unterschiedlichen Epochen auf.
Neben der Orgel der Martinikerk (1692) und der Aa-Kerk (1694) hat Schnitger auch noch Orgeln für die Groninger Pelstergasthuiskerk (1693), die Lutherse Kerk (1699) und die Academiekerk (1702) gebaut, sodass in der Stadt einst eine viermanualige, je zwei zwei- und dreimanualige und drei einmanualige Schnitger-Orgeln (1695/1697) standen. Groningen entwickelte sich unter Schnitger zu einem Zentrum für den nordniederländischen Orgelbau. Hier wurde die Schnitger-Schule über Albertus Antonius Hinsz, Heinrich Hermann Freytag, Frans Casper Snitger und Herman Eberhard Freytag in großer Kontinuität bis 1863 fortgeführt. Drei der Groninger Kirchenorgeln von Arp Schnitger sind heute noch erhalten. Die von Schnitger 1697 in der Pepergasthuiskerk erweiterte Orgel wurde nach Peize umgesetzt und verfügt noch über einige Schnitger-Register. Das Instrument in der Lutherse Kerk wurde 2017 von Bernhardt Edskes rekonstruiert. Mit ihren besonderen Qualitäten prägte die Orgel der Aa-Kerk unter ihrem Organisten Johan van Meurs in den 1960er und 1970er Jahren eine neue Generation von Organisten und hatte wesentlichen Anteil an der Schnitger-Renaissance in den Niederlanden. Seit den 1950er Jahren machten Orgelkonzerte, Rundfunk-, Fernseh- und Schallplattenaufnahmen sowie der Groninger Arp-Schnitger-Kongress 1969 das Instrument weithin bekannt.

### Disposition seit 1990
Die Orgel weist gegenwärtig folgende Disposition auf:
| I Rugpositief CDEFGA–c3 |       |     |
| Praestant               | 08′   | S   |
| Quintadena              | 16′0  | S   |
| Gedekt                  | 08′   | S   |
| Octaaf                  | 04′   | M   |
| Roerfluit               | 04′   | M   |
| Gemshoorn               | 02′   | S   |
| Siflet                  | 1 ⁄2′ | M/T |
| Scherp IV–V0            |       | S/R |
| Trompet                 | 08′   | T   |
| Dulciaan                | 08′   | M/S |

| II Hoofdmanuaal C–c3 |      |      |
| Praestant            | 16′0 | S    |
| Bourdon              | 16′  | vO   |
| Octaaf               | 08′  | M    |
| Holpijp              | 08′  | M    |
| Salicionaal          | 08′  | vO   |
| Octaaf               | 04′  | M    |
| Nachthoorn           | 04′  | vO   |
| Nasard               | 03′  | D    |
| Octaaf               | 02′  | M/S  |
| Cornet V D           |      | vO   |
| Mixtuur III–V0       |      | vO/D |
| Trompet              | 16′  | vO   |
| Trompet              | 08′  | S    |

| III Bovenwerk C–c3 |     |        |
| Praestant          | 8′0 | T/S    |
| Viola di Gamba0    | 8′  | T      |
| Holfluit           | 8′  | T      |
| Octaaf             | 4′  | T/S    |
| Fluit              | 4′  | T      |
| Fluit              | 2′  | T      |
| Flageolet          | 1′  | D      |
| Clarinet           | 8′  | S/T/vO |
| Tremulant          |     |        |

| Pedaal C–d1 |         |        |
| Praestant0  | 08′     | S      |
| Bourdon     | 16′0    | M      |
| Subbas      | 16′     | vO     |
| Quint       | 10 2⁄3′ | vO     |
| Holpijp     | 08′     | vO/D   |
| Octaaf      | 04′     | M      |
| Mixtuur     |         | vakant |
| Bazuin      | 16′     | R      |
| Trompet     | 08′     | S      |
| Trompet     | 04′     | S      |
| Cornet      | 02′     | vakant |

- Koppeln: I/II, III/II, I/P (van Oeckelen)
- Tremulant (Timpe)
- Calcantenglocke (van Oeckelen)

Anmerkungen
M = Andreas de Mare/Hendrick Hermann van Loon (1679)
S = Arp Schnitger (1699–1702)
T = Johann Wilhelm Timpe (1830)
vO = Petrus van Oeckelen (1856–1858)
D = Jan und Klaas Doornbos (1919–1946)
R = Gebr. Reil (1990/2011)

### Technische Daten
- 40 Register, 3 Manuale und Pedal
- Traktur:
  - Klaviaturen (van Oeckelen)
  - Tontraktur: Mechanisch
  - Registertraktur: Mechanisch
- Windversorgung: 
  - Magazinbalg (Doornbos)
  - 4 Sperrventile (van Oeckelen)
  - Winddruck: 82,5 mmWS (2011)
- Windladen: Rugpositief (Schnitger), Hoofdmanuaal (van Oeckelen), Bovenwerk (Timpe), Pedaal (Schnitger)
- Stimmung:
  - Höhe: 3/4 Ton über a1 = 440 Hz
  - Gleichstufige Stimmung

## Bolswarder Orgel

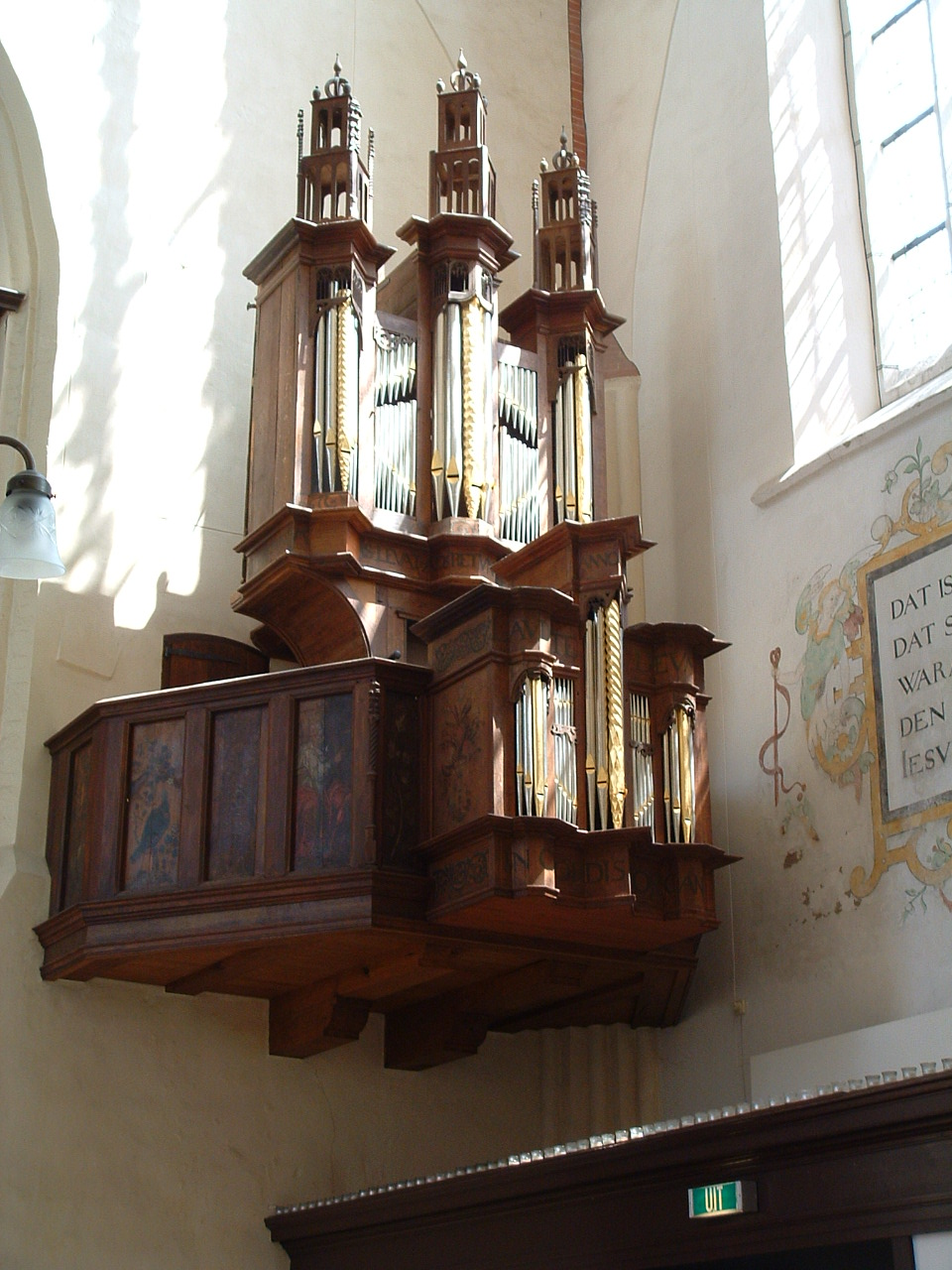
„Bolswarder Orgel“

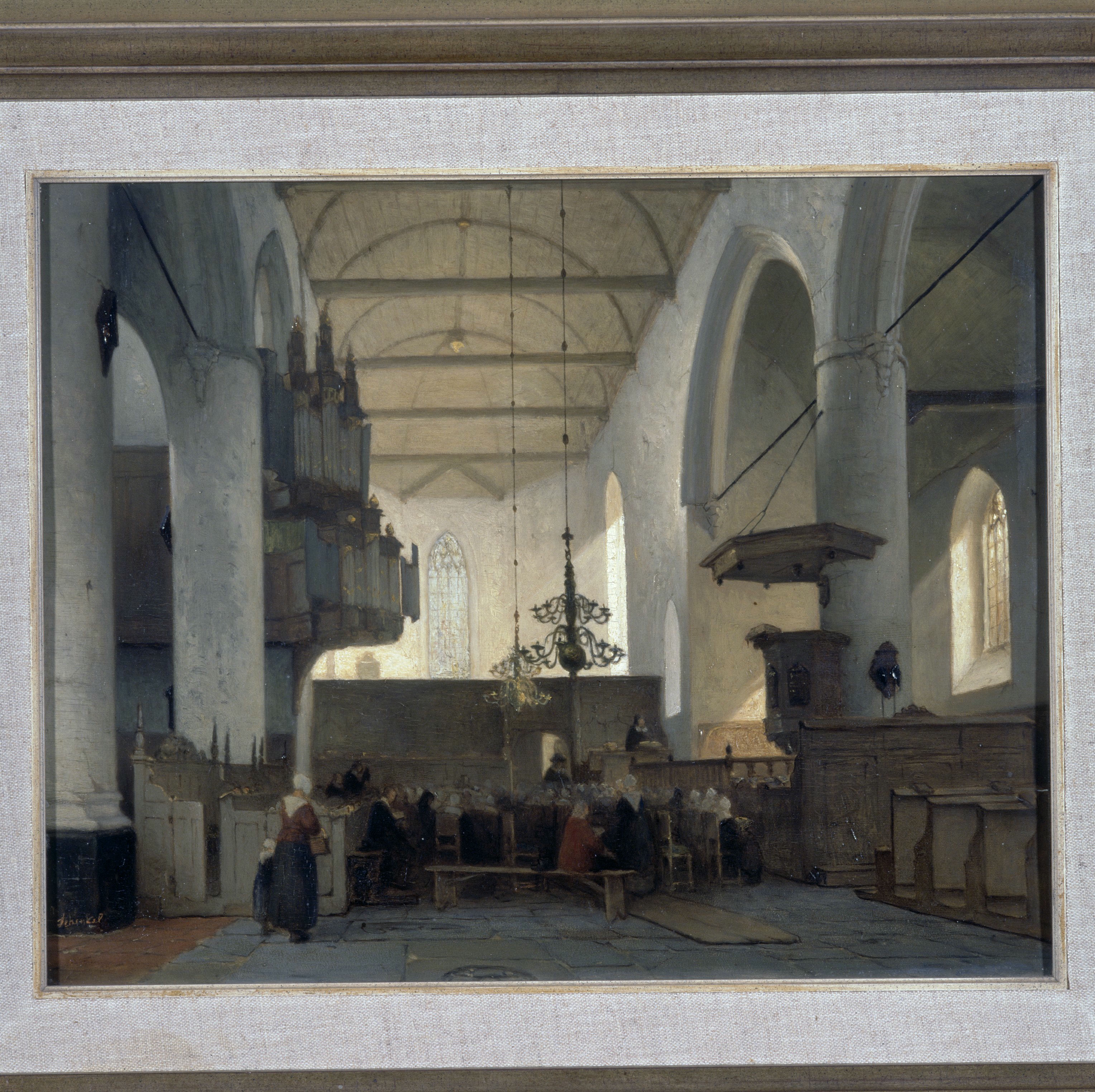
Malerei der Bolswarder Broerekerk mit Orgel (J. J. Schinkel, Mitte 19. Jahrhundert)

Neben der Schnitgerorgel hat die Aa-Kirche noch eine weitere Orgel, die aber nicht in Betrieb ist, da das Pfeifeninnenwerk und die Traktur fehlen. Die „Bolswarder Orgel“ wurde um 1550 wahrscheinlich von Hermann Raphael Rodensteen für die Martinikerk von Bolsward gebaut und um 1620 in die Broerekerk desselben Ortes überführt und im Jahr 1635 durch Anthonie Verbeeck um ein Rückpositiv erweitert. Eine Inschrift mit Jahreszahl wurde 1645 angebracht.
1731 und 1780 führte Albertus Antonius Hinsz Arbeiten an der Orgel durch, wohl an der Registertraktur des Rückpositivs. Albertus van Gruisen reparierte das Instrument im Jahr 1822. Im Zuge der Innenrenovierung der Kirche wurde die Orgel 1869 demontiert und das Orgelgehäuse ohne Pfeifenwerk und ohne Flügeltüren wieder in die Martinikerk aufgestellt, wo es im Chor seinen Platz fand. Nachdem die Kirche in den 1950er Jahren renoviert worden war, verkaufte man die Orgel durch Vermittlung von Cornelius H. Edskes und des Architekten an die Hervormde Gemeinde in Groningen, wo sie im Chor der Martinikerk aufgebaut werden sollte. Die verbliebenen Holzteile befanden sich in schlechtem Zustand, sodass die Orgelwerkstatt Bakker & Timmenga aus Leeuwarden 1990 den Auftrag zur Restaurierung erhielt. Erhalten blieben das Orgelgehäuse, Emporenteile, die Klaviaturen und der Großteil der Prospektpfeifen (die des Hauptwerks wohl aus dem 18. Jahrhundert) mit den ziselierten Mittelpfeifen der Pfeifentürme. Teile der Flügeltüren hatten in der Rückwand Verwendung gefunden. Die Klaviaturbeläge und das spätestens 1869 verloren gegangene Schleierbretter wurden aus den Resten der Chorbänke der beiden Bolswarder Kirchen rekonstruiert, die alten Emporenteile teilweise in die neue Empore integriert.
Als die Aa-Kerk von 1975 bis 1983 restauriert wurde, entdeckte man in der Mauer des südlichen Querschiffs Befestigungslöcher, wo im 15. Jahrhundert eine Orgel angebracht war. Bei der Suche nach einer passenden Orgel bot sich die „Bolswarder Orgel“ an, die nunmehr seit 1991 ihren Platz in der Aa-Kerk auf der neu errichteten Empore einnimmt. Es besteht der Wunsch, das Instrument auf den Zustand von 1635 zu rekonstruieren. Die mutmaßliche Disposition von 1635 lautet wie folgt:
| I Rückpositiv CDEFGA–c3 |    |
| Quintadeen B/D          | 8′ |
| Prestant B/D            | 4′ |
| Fluit B/D               | 4′ |
| Sesquialter D?          |    |
| Octaaf B/D              | 2′ |
| Scherp B/D              |    |
| Regaal B/D              | 8′ |

| II Hauptwerk CDEFGA–c3 |    |
| Praestant B/D          | 8′ |
| Holpijp B/D            | 8′ |
| Octaaf                 | 4′ |
| Octaaf                 | 2′ |
| Gemshoorn              | 2′ |
| Sifflet                | 1′ |
| Mixtuur B/D            |    |
| Trompet B/D            | 8′ |

## Diskografie
- Vollständigkeit anstrebende Diskografie